# Volvo
Volvo (OMX B VOLV B) (en suec: Volvokoncernen; nom legal Aktiebolaget Volvo, abreviat a AB Volvo) (estilitzat VOLVO) és una fabricant d'automòbils de gamma alta fundada el 1927 amb seu a Göteborg, Suècia, per l'enginyer Gustav Larson i l'economista Assar Gabrielsson. És propietat de l'empresa xinesa Geely. En llatí, Volvo vol dir "jo rodo". L'emblema de la marca, el cercle i la fletxa, és el símbol del ferro dels antics alquimistes i no representa el símbol de l'home o del masculí com molts creuen erròniament.
Volvo s'ha caracteritzat sempre per la seva atenció a la seguretat de l'automòbil. La seva aportació més important a l'automobilisme ha estat la invenció del cinturó de seguretat de tres punts, introduït el 1959.
Respecte a la família de vehicles industrials, en els camions destaquen els actuals Volvo FH, FM, FL, FE, FH16 deixant relegats als antics FH12, FM12, FL6, FL7, FL10, FM, TD6, TD10. En autocars i autobusos hi ha els Volvo B12B, B9R, i B7R deixant relegats els B12 i B10. En l'actualitat el motor del Volvo FH és un 13 litres amb potències de 400 a 520 CV.

## Història
1924: Va ser el 25 de juliol d'aquest any quan Assar Gabrielsson i Gustaf Larson es van trobar en un restaurant d'Estocolm, el Sturehof. Després d'un parell d'hores de gaudir d'un bon plat de cranc, tots dos entusiastes dels automòbils parlen "cuinant" una idea que posteriorment es coneixeria com a Volvo.
1925: Es completen els dibuixos del primer automòbil Volvo, el significat en llatí suposa "jo rodo", va començar a ser una fàbrica feta el 14 abril del 1927 quan el seu primer vehicle, el OV4 (Jacob), va sortir de la línia d'acoblament.
1927: Es produeix el primer vehicle. Fidels a les tradicions sueques, el primer automòbil Volvo va ser anomenat "Jakob", nom que ve del dia 25 de juliol del calendar suec, data en què precisament Jakob celebra el seu sant.
La imatge dels vehícles segurs de Volvo també data de molts anys enrere, dels seus inicis mateixos, quan un dels prototips del "Jakob" (que ni tan sols havia sortit a la venda) va patir un accident amb un automòbil nord-americà en un camí entre Estocolm i Göteborg. Com a resultat d'aquest contratemps, el vehicle importat va patir danys importants, mentre que el "Jakob" únicament presentava algunes rascades.
1929: S'introdueix el primer Volvo de sis cilindres, el PV 651.
1930: En els anys 30, hi va haver una forta inspiració en Volvo per part d'enginyers suecs que van estar treballant als Estats Units, on van aprendre del disseny i tecnologia propis d'Amèrica del Nord.
1935: Va ser llançat el PV36. Aquest acte tenia una línia audaç i innovadora i incorporava un sistema de suspensió independent per a cada roda. El "Carioca" és avui un dels clàssics de Volvo.
1940: El PV800 es va guanyar la fama i el reconeixement entre els taxistes dels anys 40, ja que el seu interior ampli i còmode era ideal per a exercir la seva tasca. També era utilitzat per portar a l'hospital a dones que estaven a punt de donar a llum.
EI tradicional disseny Volvo es va originar amb el model PV444. Aquest era un vehicle que transmetia seguretat, era més petit que els seus competidors nord-americans, però més gran i dinàmic que els europeus.
D'altra banda, el PV444 tenia potència suficient per a ser anomenat l'"esportiu familiar". També es va convertir en el favorit de molts corredors d'autos. L'èxit del PV444 en carreres i ral·lis es va repetir en els 80 amb el Volvo 240 Turbo a Europa, i en els 90 amb el Volvo S40 Racing al Regne Unit.
1950: En els anys 50 els italians dictaven les regles a seguir quant a disseny es refereix. Conscients de la importància del disseny, Volvo Car Corporation va designar a un cap de disseny per primera vegada. Va ser Jan Wilsgaard, que va combinar la inspiració italiana amb la funcionalitat sueca i així va néixer el P120. El 1953, amb mil 500 xassís PV444 per utilitzar, Volvo va decidir crear un nou concepte: el Duett.
Des que es van crear, les vagonetes sueques han arribat en gran nombre als Estats Units, important mercat en el qual fins i tot s'han convertit en un punt de referència dins del seu segment. "Forma i funcionalitat", a l'estil suec, són dos valors que acompanyen les vagonetes Volvo, que d'altra banda són creades per funcionar durant tot l'any, des dels durs, llargs i freds hiverns suecs, fins a les seves plàcides èpoques estiuenques. En l'actualitat, s'han fabricat i venut gairebé quatre milions de cotxes familiars Volvo a tot el món. Són poques les firmes, si és que n'hi ha, que s'associïn tan fortament a aquest tipus de cotxe com ho fa Volvo.
1960: El 1959, Volvo va revolucionar el món de l'automòbil quan va introduir el cinturó de seguretat de 3 punts, inventat per l'empresa Nlls Bohlln. Tan important va ser, que el cinturó de seguretat és una de les innovacions més importants i que més vides ha salvat en la història de la humanitat, i encara segueix sent la base de seguretat de tot vehicle modern. El primer premi de Volvo per la seguretat dels seus vehicles va arribar al 1962.
1966: El 140 va ser el primer Volvo que va presentar versions sedan i camioneta, el 1966. Li van seguir el 240 i el 245, que és considerat com "la mare de totes les camionetes Volvo". Aquestes actuacions van significar també grans avenços en seguretat activa i passiva i en la cura d'emissions contaminants gràcies a la introducció del convertidor catalític, al grau que el Volvo 240 va arribar a ser el "vehicle més net mai venut a Amèrica".
1970: Els Volvo 140 i 240 van suposar en la història de la marca un disseny atemporal que va atreure a clients de tot el món durant dècades. El seu atractiu, segons la mateixa Volvo, resideix en les seves línies senzilles que transmeten la idea de funcionalitat. Les versions familiars d'ambdós models també van resultar un èxit, amb el que la tradició de Volvo a aquest camp es va consolidar encara més.
1980: Els 80 també van ser molt bons per Volvo. Els seus audaços dissenys del 760 i 740 van tenir força acceptació, però la nova sèrie 700 va ser tot un èxit. Les xifres ho van comprovar posteriorment.
La capacitat de càrrega dels vehicles Volvo era molt bona gràcies al seu disseny "quadrat", mentre que la competència estava "tallant les cantonades" dels seus models.
1990: El Volvo 850 va ser el projecte industrial més gran de la història de Volvo Car Corporation. Anunciava l'inici d'una nova era. La seguretat, fiabilitat, funcionalitat i la seva preocupació pel medi ambient eren ja conegudes a tot el món.
A això s'hi sumava una gran capacitat dinàmica dels seus vehicles que a poc a poc canviaria la imatge de Volvo durant els 90. El Volvo 850 va guanyar molts premis pel seu nivell de tecnologia, seguretat i disseny. La vagoneta esportiva 850 va ser considerada a Itàlia, on el bon disseny és un estil de vida, com la "més bella del món".
1995: Es llancen els models S40 i V40 a Europa, iniciant una nova nomenclatura per als models Volvo.
1998: Es presenta el S80, sent aquest el vehicle més segur en el món. A més de tota la nova tecnologia amb la qual comptava, aquest vehicle marca una nova etapa en Volvo amb la introducció de nous estils de disseny que van a plasmar-se en tots els futurs dissenys de la marca.
Igualment per a aquest any, Volvo Automòbils es va independitzar del grup AB Volvo (que continua fabricant camions i autobusos) i va ser adquirida pel Grup Ford. Actualment Volvo és la marca de major volum de vendes del Premier Automotive Group (PAG), unitat creada pel Grup Ford per a administrar les seves marques de prestigi, incloent Jaguar i Land Rover. Amb l'excepció de Volvo, gairebé totes les marques de PAG ja han estat venudes.
1999: Des de març de 1999, VCC ha estat propietat absoluta de Ford Motor Company, VCC forma part del PAG (Premier Automotive Group). VCC funciona com un "Centre d'excel·lència en matèria de seguretat" dins de la Ford Motor Company i com un "Centre d'excel·lència en matèria de telemàtica" dins del PAG. Això vol dir que la recerca en l'àmbit de la seguretat portada a terme per VCC té molta influència en totes les marques del grup Ford Motor Company.
2002: Volvo presenta al Autoshow de Detroit la XC90, el seu primer vehicle tot camí de la marca que incorpora els més alts estàndards de seguretat en el segment.
2003: El consumidor espera que Volvo mantingui el seu lideratge en matèria de seguretat, independentment del tipus de vehicle de què es tracti. Amb el llançament del seu primer vehicle tot camí, XC90, VoIvo Car Corporation s'introdueix en un segment completament nou. Actualment, els automòbils Volvo són una clara mostra que la bellesa, la funcionalitat, la seguretat, la fiabilitat i l'acompliment poden anar de la mà, ja que totes les anteriors són característiques que podem trobar en qualsevol dels seus models, des del C30, S40, S60, S80, C70, V50, XC70 i el XC90.
2004: La marca sueca va fabricar 466.036 vehicles, superant els 413.329 de l'any anterior. A més d'augmentar el seu volum de producció i vendes, Volvo va generar utilitats i va reafirmar la seva posició com un dels referents en el segment de luxe de la indústria.
2008: Ford Motor Company negocia la venda de la marca Volvo a Renault.
2010: L'empresa xinesa Geely compra Volvo a Ford per 1.384,6 milions d'euros.

## Gamma actual d'automòbils

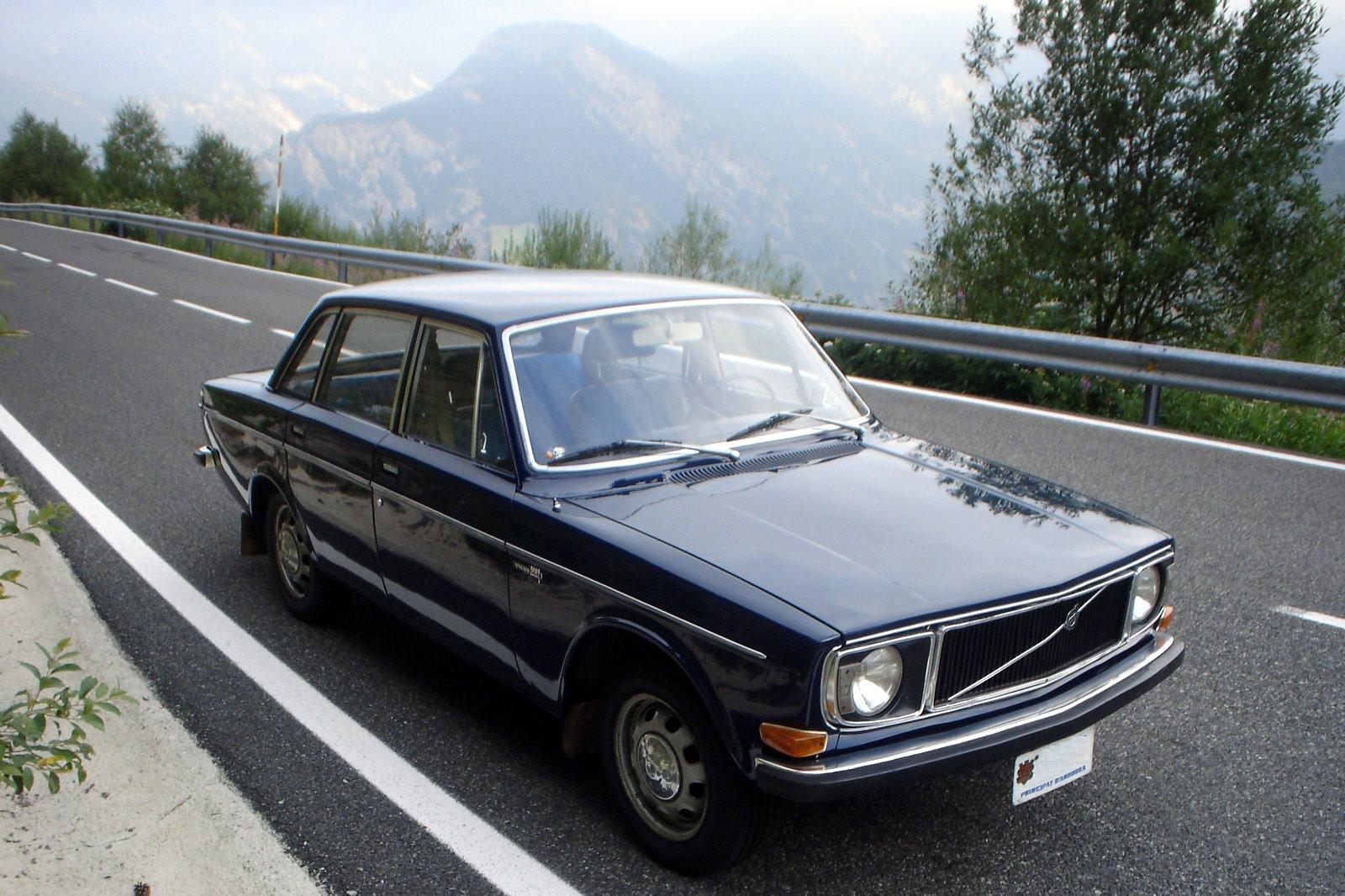
Volvo 144 de 1972.

- Volvo C30 - Hatchback del segment C
- Volvo S40 / Volvo V50 - sedan i familiar del segment C
- Volvo C70 - Automòbil esportiu
- Volvo S60 - sedan del segment D
- Volvo XC60 - Tot terreny del segment D (des de mitjans de 2008)
- Volvo S80 - sedan del segment E
- Volvo V70 / Volvo XC70 - familiar del segment E
- Volvo XC90 - tot terreny del segment E

## Automòbils clàssics
- Volvo 122
- Volvo P1800
- Volvo 140
- Volvo 240

## Plataformes carrosseres Volvo disponibles per a Europa, Àsia, Àfrica i Oceania
- Autobusos Urbans: B-7R, B-7R/LE, B-9L, B-9LA, B-9TL, B-12B/LE.
- Autocars: B-7R, B-9R, B-12B.
- Plataformes discontínues: B-58, B-6F, B-7L, B-10B, B-10M, B-12.

## Plataformes carrosseres Volvo disponibles per a Amèrica Llatina
- Autobusos Urbans: B-7R, B-7R/LE, B-9SALF, B-12M, B-12MA, B-12M biarticulats.
- Autobusos Rodoviario: B-7R, B-9R, B-12R.
- Plataformes discontínues: B-88, B-6F, B-58, B-58E, B-10M, B-10R, B-12.